# Рагби 15 репрезентација Русије
Рагби јунион репрезентација Русије је рагби јунион тим који представља Русију у овом екипном спорту. Русија је редовни учесник такмичења старог континента које се зове Куп европских нација. Највећи успех руски рагбисти забележили су 2011. када су се пласирали на Светско првенство у рагбију. Највише утакмица за Русију одиграо је Андреј Кузин - 78, највише есеја постигао је Вјачеслав Грачев - 31, а рекордни поентер је Јури Кушнарев са 466 поена.

## Тренутни састав
Владислав Коршунов
Јевгени Метвејев
Станислав Селски
Андреј Игретсов
Андреј Паливалов
Владимир Подрезов
Евгени Проненко
Сергеј Секисов
Алексеј Волков
Димитри Кротов
Андреј Остриков
Павел Бутенко
Андреј Гарбузов
Андреј Темнов
Виктор Грешев
Алексеј Панасенко
Руслан Јагудин
Антон Риабов
Дмитри Герасимов
Владимир Рутенко
Сергеј Тришин
Игор Галиновски
Андреј Лизогуб
Јури Кушнарев